# Myriopholis macrorhyncha
Myriopholis macrorhyncha — вид змій родини струнких сліпунів (Leptotyphlopidae). Мешкає в Африці, Західній і Південній Азії.

## Опис

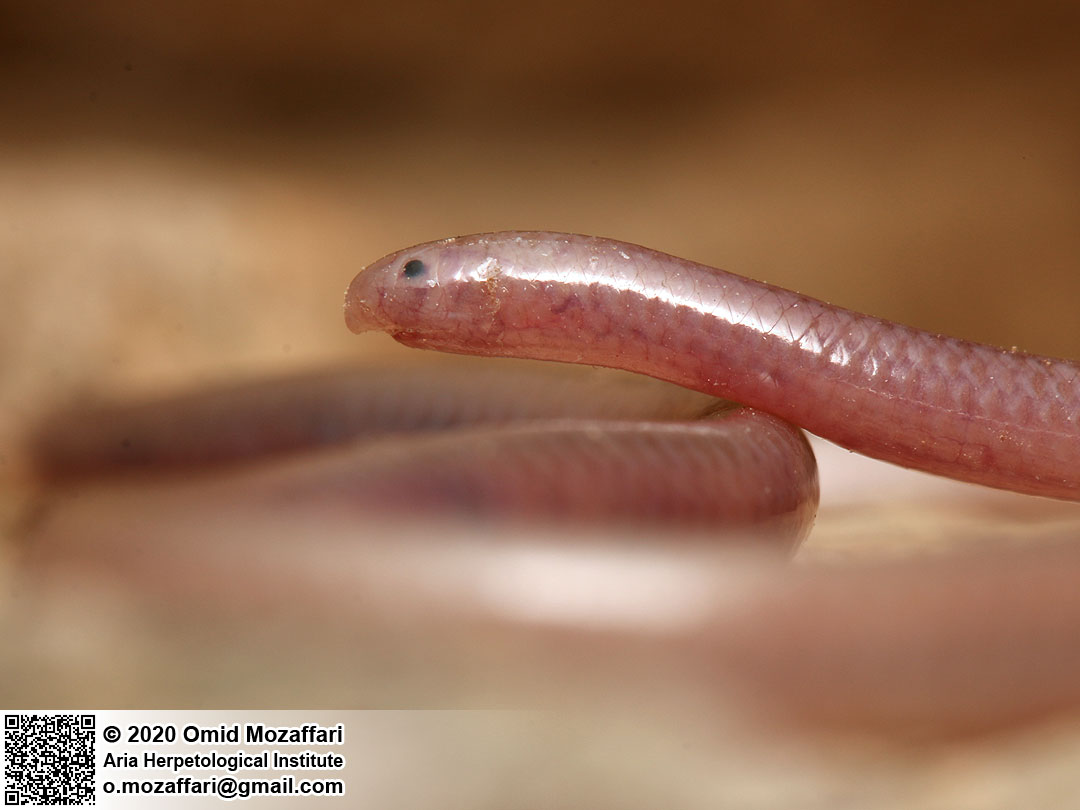
Голова M. macrorhyncha

Myriopholis macrorhyncha — невелика змія, довжина якої (враховуючи хвіст) становить 10-16 см, іноді 20 см. Хвіст слабо виражений, становить 8 % від загальної довжини, звужується до конусоподібного кінця. Шийний перехват не виражений. Кінець морди гачкуватий. Очі закриті щитками, виглядають як темно-сірі або чорні плями. Тіло округле в поперечному розрізі, дуже тонке. Через рожевувату шкіру можна побачити внутрішні органи.

## Поширення і екологія
Myriopholis macrorhyncha поширені від Єгипту на південь до Судану, Сомалі, Ефіопії, Кенії і північної Танзанії та на схід до Ізраїлю, Йорданії, Сирії, південно-східної Туреччини (на захід від Тигра), Ірана, Ірака, Саудівської Аравії, Ємена, Омана, ОАЕ, Пакистан і північно-західної Індії. Вони живуть в середземноморських заростях, напівпустелях і сухих саванах, трапляються поблизу людських поселень, на висоті до 1250 м над рівнем моря. Віддають перевагу пухким, піщаним ґрунтам. Ведуть риючий спосіб життя. Живляться яйцями, лялечками та імаго мурах і термітів. Відкладають яйця.